# Азербайджанцы во Франции
Азербайджанцы во Франции (азерб. Fransa azərbaycanlıları) — азербайджанская диаспора во Франции, этнические азербайджанцы — граждане или постоянные жители Франции.

## История
В 1919 году Азербайджанская Демократическая Республика за государственный счёт отправила около 100 студентов продолжить образование в Европу, 42 из которых во Францию. Среди студентов, которые учились в Парижском Университете можно выделить Аслана Везирзаде (вернулся в Баку в 1925 году), Аббаса Атамалибекова (с 1934 года лидер азербайджанских эмигрантов во Франции), Ашрафа Алиева и др. После распада АДР, по политическим причинам некоторые студенты не смогли вернуться на Родину и остались во Франции. Также среди оставшихся во Франции были участник Парижской мирной конференции Алимардан бек Топчибашев и его сын Рашид бек Топчубашев (скончался в 1926 году в Париже в возрасте 26 лет), Мирза Асадуллаев (министр промышленности и торговли третьего кабинета АДР; умер в 1936 году в Париже), Акпер Ага Шейхульисламов (министр земли и труда в первом правительственном кабинете АДР; умер в 1961 году в Париже) и др.
Вторая волна переселения азербайджанцев во Францию произошла в годы Второй Мировой Войны. Несколько тысяч азербайджанцев участвовали в военных операциях во Франции.
Сегодня азербайджанцы, главным образом, живут в таких городах Франции как, Париж, Эльзас, Бордо, Марсель, Канн и др.

## Диаспора
Первая азербайджанская диаспора во Франции была 9 августа 1919 года, когда в Париже был зарегистрирован комитет «Франция — Кавказ» и в уставе комитета был следующий параграф:
«Комитет создан с целью содействия развитию экономических связей между Францией и республиками Закавказья: Грузией и Азербайджаном».
Председателем комитета был избран француз-востоковед Эдмонд Иппо, а вице президентами были назначены Михаил Сумбатофф (от Грузии) и Мир Ягуб Мермехтиев (от Азербайджана), который также был членом делегации Азербайджана на Парижской мирной конференции. Та самая делегация до мая 1920 года выпустила 12 бюллетеней «Азербайджан», цветную географическую карту Азербайджана и книги «Кавказская Азербайджанская Республики», «Экономическое и финансовое положение Азербайджана» и «Антропологический этнический состав населения Азербайджанской Республики» на французском языке.
После 28 апреля 1918 года, члены делегации и другие азербайджанские дипломаты, и бизнесмены остались во Франции, создали Ассоциацию азербайджанских эмигрантов, которую возглавлял Алимардан бек Топчубашев.
В октябре 1926 года вышел первый номер журнала партии «Мусават» «Азербайджан».
Молодёжная ассоциация «Азербайджан — Франция» (AFGA) была создана в 2003 году в Париже группой азербайджанских студентов, получающих образование во Франции. Среди членов ассоциации входят не только азербайджанские студенты и молодёжь, проживающая во Франции, но и французы и иностранцы. Целью ассоциации является не только довести до жителей Франции культуру, историю, достижения Азербайджана, но также урегулировать дружественные, экономические, научные и культурный азербайджано-французские отношения.
Ассоциация азербайджанских студентов во Франции (FATA) — была учреждена в 1999 году в Страсбурге. Главной целью ассоциации является объединить азербайджанских студентов и выпускников и довести до сведения французского общества, а затем и всего мира азербайджанские реальности (20 января, Ходжалинский геноцид, Мартовский геноцид и т. д.). Ассоциация время от времени готовят теле- и радиопередачи, статьи для интернет-сайтов об истории, культуре Азербайджана.